# Mariage avec la mer
Le « mariage avec la mer » (en italien, sposalizio del mare) est une cérémonie majeure de l'ancienne République de Venise. Célébré le jour de l'Ascension, il symbolise la domination de Venise sur les eaux et se manifeste par le lancer d'un anneau d'or dans l'Adriatique. Ce geste rituel est effectué par le doge de Venise.
De nos jours, la municipalité de Venise procède chaque année à une reconstitution historique de l'évènement.

## Origines

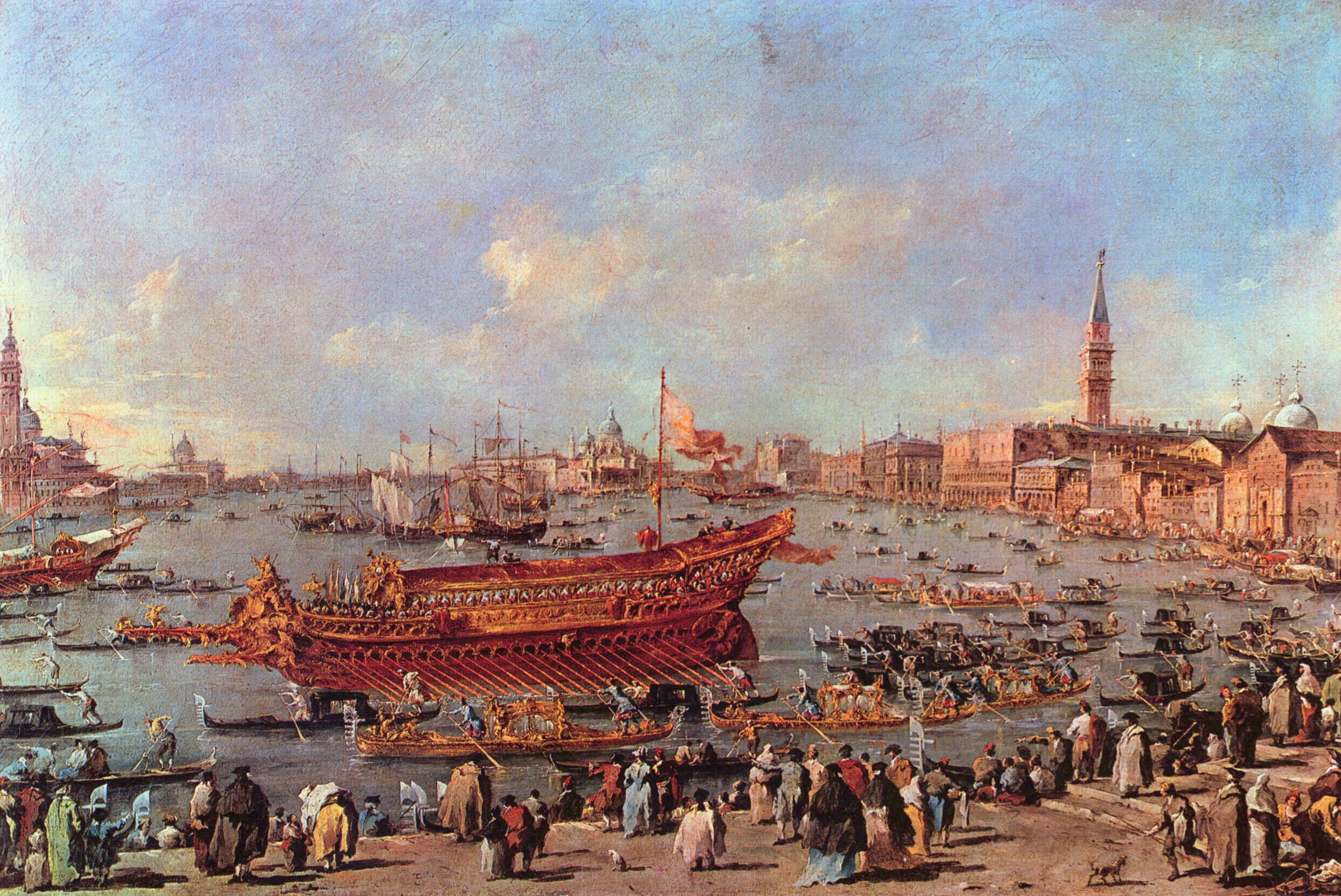
Le départ du Bucentaure pour la cérémonie, par Francesco Guardi
(ca 1780, musée du Louvre).

Les rites de propitiation liés à la mer remontent à l'Antiquité. Dans un court mémoire, l'archéologue spécialiste d'histoire des religions Salomon Reinach en rappelle des épisodes célèbres, notamment le lancer par Polycrate, tyran de Samos, d'un anneau précieux à la mer pour apaiser les dieux. Il cite également l'impératrice Hélène jetant un clou de la vraie croix dans l’Adriatique pour rendre celle-ci plus clémente aux navigateurs. Selon Reinach, le « mariage avec la mer » des Vénitiens procèderait d'un rituel païen réapproprié par l'Église.
D'après la plupart des auteurs, la cérémonie apparaît vers l'an 1000. Elle serait consécutive à la conquête de la Dalmatie par les Vénitiens, vers 997, sous la conduite du doge Pietro II Orseolo († 997).
L'évènement est définitivement codifié et fixé au jour de la fête de l'Ascension en 1173, sous le règne du doge Sebastian Ziani († 1178). Son principe est confirmé en 1176 par le pape Alexandre III qui, lors de la trêve de Venise, remet au doge Ziani un anneau d'or en lui disant : « Tiens, mon fils, doge de Venise, c'est l'anneau nuptial de ton mariage avec la mer. Nous voulons que désormais toi et tes successeurs l'épousiez ainsi chaque année ».
La cérémonie du sposalizio del mare est reconduite ensuite à Venise à chaque fête de l'Ascension, pendant plus de six siècles, jusqu'à l'entrée des troupes de Bonaparte et l'abdication de Ludovico Manin, cent vingtième et dernier doge de Venise, en 1797.
L'importance symbolique majeure de cette cérémonie vénitienne est régulièrement soulignée. D'après l'historien et professeur d'esthétique Sergio Bettini (it), l'évènement est « quelque chose de plus profond et de plus substantiel [...] qu'une simple occasion de repos ou de liesse ou de commémoration ». À l'instar des « grandes cérémonies romaines et byzantines », il est « la représentation périodique et l'incarnation du mythe de Venise dans la vie réelle ». L'UNESCO évoque à ce sujet un rite « fondamental » pour l'ancienne Venise.

## Déroulement

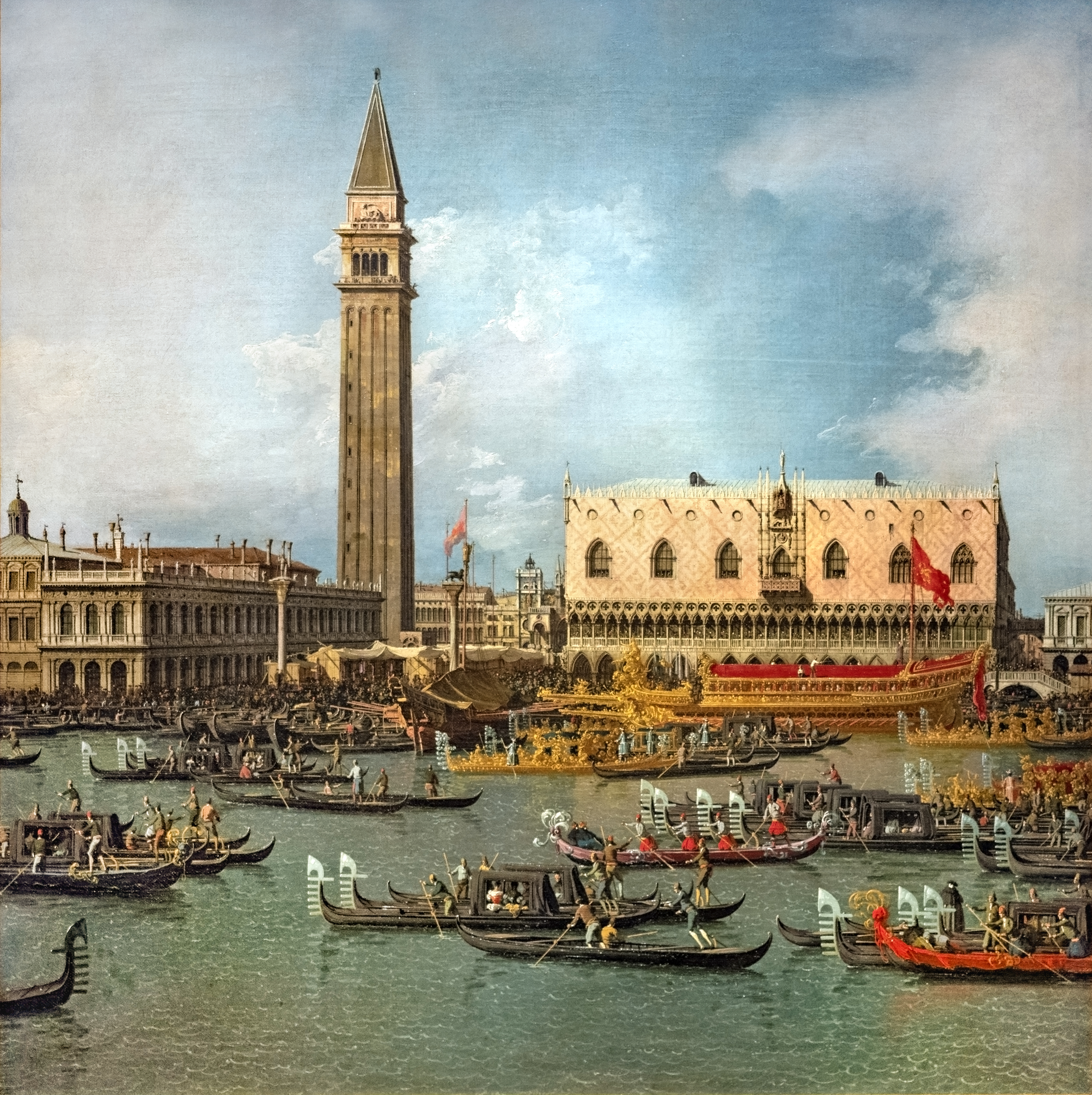
Le Bucentaure au Môle, le jour de l'Ascension, Canaletto
Huile sur toile (ca. 1732), Collection royale

Chaque année, le jour de la fête de la Sensa (« Ascension » en dialecte vénitien), le Bucentaure vient accoster au Môle, devant le palais ducal.
Le doge de Venise monte à bord de la galère souveraine dans tout son apparat : manteau de brocart lamé d'or et d'argent, fourrure d'hermine, corne ducale de cérémonie sur la tête et bachetta (baguette de commandement) à la main. Son trône se situe à la poupe, le légat du pape à sa droite, l'ambassadeur de France à sa gauche. Le Sénat de Venise occupe quatre rangs de sièges.
Le grand amiral de Venise répond de sa vie de la sécurité des passagers, sachant que le Bucentaure est « d'une construction très peu favorable à la navigation » : le bâtiment est lourd à manœuvrer, à fond plat et faible tirant d'eau, facile à renverser. Casanova note que le moindre vent contraire pourrait « noyer le doge avec toute la sérénissime seigneurie, les ambassadeurs et le nonce du pape ». Et d'ajouter que l'accident ferait rire « toute l'Europe, qui ne manquerait pas de dire que le doge de Venise est enfin allé consommer son mariage ».
Le Bucentaure se dirige vers l'Adriatique, entouré de nombreux bateaux et gondoles. Lorsqu'il est sorti de la lagune, au large du Lido, le patriarche de Venise, venu par un autre navire, monte à bord, s'avance à la poupe et prononce une bénédiction nuptiale. La cérémonie revêt de ce fait une authentique dimension sacrée. Le doge jette alors l'anneau dans la mer en prononçant l'adresse suivante : « Desponsamus te, mare, in signum veri perpetuique dominii » (« Nous t'épousons, mer, en signe de véritable et perpétuelle domination »).
Le retour du Bucentaure à Venise ouvre la fête de la Sensa, célèbre dans toute l'Europe pour son faste et sa richesse, et son immense foire sur la place Saint-Marc.

## Aujourd'hui
Depuis 1965, la municipalité de Venise organise chaque année, le jour de l'Ascension, une reconstitution du mariage avec la mer. Sur une réplique fantaisie du Bucentaure et entouré de bateaux des clubs nautiques vénitiens, le maire de Venise accompagné des autorités locales, notamment du patriarche archevêque de Venise (le cardinal Francesco Moraglia depuis 2012), se rend au port de San Nicolo pour jeter un anneau dans la mer.
Cette attraction touristique s'accompagne de régates et de manifestations folkloriques en costumes à l'ancienne.
Le seul témoignage d'époque de l'ancien rituel actuellement conservé à Venise est l'anneau d'un doge — non identifié — repêché fortuitement dans la mer. Cet objet fait partie du trésor de la basilique Saint-Marc.
Une autre cérémonie de « mariage avec la mer », d'apparition plus tardive (1445), est célébrée chaque année à l'Ascension dans la commune italienne de Cervia, province de Ravenne, en région Émilie-Romagne.